# 小川貴史 (サッカー指導者)
小川 貴史（おがわ たかし、1977年7月7日 - ）は、埼玉県出身のサッカー指導者。

## 経歴
- 埼玉県立吉川高等学校
- 早稲田大学人間科学部eスクール

## 指導経歴
- 2002年 - 2004年 水戸ホーリーホック育成・普及部コーチ
- 2005年 - 2007年 アルビレックス新潟レディースU-18監督
- 2008年 アルビレックス新潟レディースコーチ
- 2009年 FC栃木Jr.監督
- 2010年 - 2013年 BONFIM Football Park スクールコーチ
- 2014年[1] -  いわてグルージャ盛岡
  - 2014年 - 2015年 ヘッドコーチ
  - 2016年 - 2017年コーチ兼アカデミーダイレクター
  - 2018年 　アカデミーダイレクター
- 2019年   AC長野パルセイロ U-18コーチ
- 2020年   アスルクラロ沼津 U-14監督
- 2021年   オルカ鴨川FC 監督
- 2022年 - 2023年 静岡SSUボニータ 監督[2]
- 2024年 - アルビレックス新潟レディース GM

## 監督成績
| 年度 | 所属              | クラブ          | リーグ戦 | リーグ戦 | リーグ戦 | リーグ戦 | リーグ戦 | リーグ戦 | カップ戦  |
| 年度 | 所属              | クラブ          | 順位     | 試合     | 勝点     | 勝利     | 引分     | 敗戦     | 皇后杯    |
| ---- | ----------------- | --------------- | -------- | -------- | -------- | -------- | -------- | -------- | --------- |
| 2021 | なでしこリーグ1部 | オルカ鴨川FC    | 9位      | 22       | 22       | 5        | 7        | 10       | 4回戦敗退 |
| 2022 | なでしこリーグ2部 | 静岡SSUボニータ | 1位      | 18       | 43       | 13       | 4        | 1        | 2回戦敗退 |
| 2023 | なでしこリーグ1部 | 静岡SSUボニータ | 11位     | 22       | 17       | 4        | 5        | 13       | 2回戦敗退 |